# Nguyễn Văn Quyết (chính khách)
Nguyễn Văn Quyết (sinh ngày 6 tháng 1 năm 1972) là một chính khách người Việt Nam. Ông hiện là Bí thư Tỉnh ủy Tây Ninh.
Ông từng là Bí thư Tỉnh ủy Long An, Phó Chủ nhiệm Ủy ban Kiểm tra Trung ương, Uỷ viên Ủy ban Kiểm tra Trung ương.

## Tiểu sử
Ông Nguyễn Văn Quyết có quê quán ở xã Khánh Nhạc, huyện Yên Khánh, tỉnh Ninh Bình. Ông có trình độ Cử nhân Luật, Thạc sĩ Xây dựng Đảng và Chính quyền Nhà nước, Cao cấp Lý luận Chính trị. 

## Sự nghiệp
Ông từng công tác tại TAND tỉnh Ninh Bình; Sở Tư pháp tỉnh Gia Lai; UBKT Tỉnh ủy Gia Lai.
Từ tháng 9/2007 ông chuyển đến công tác tại Cơ quan Ủy ban Kiểm tra Trung ương, trải qua các chức vụ: Kiểm tra viên chính, Cơ quan UBKT Trung ương (tháng 9/2007-6/2012), Phó Vụ trưởng Địa phương VII, Cơ quan UBKT Trung ương (tháng 6/2012-10/2019), Vụ trưởng Địa phương II, Cơ quan UBKT Trung ương (tháng 10/2019-1/2021), Vụ trưởng Vụ Địa phương V, Cơ quan UBKT Trung ương (tháng 1-6/2021)
Từ Tháng 6/2021 đến tháng 7/2023 ông được Ban Chấp hành trung ương đảng bầu làm Uỷ viên Ủy ban Kiểm tra Trung ương.
Tháng 7/2023 đến tháng 2/2025 ông làm Phó Chủ nhiệm Ủy ban Kiểm tra Trung ương.
Ngày 22 tháng 2 năm 2025, Ủy viên Bộ Chính trị, Trưởng ban Tổ chức Trung ương Lê Minh Hưng công bố quyết định của Bộ Chính trị về công tác cán bộ, theo đó Ông Nguyễn Văn Quyết, Phó Chủ nhiệm Ủy ban Kiểm tra Trung ương được Bộ Chính trị điều động, chỉ định giữ chức Bí thư Tỉnh ủy Long An nhiệm kỳ 2020-2025.